# 코르넬리우스 (성경 인물)

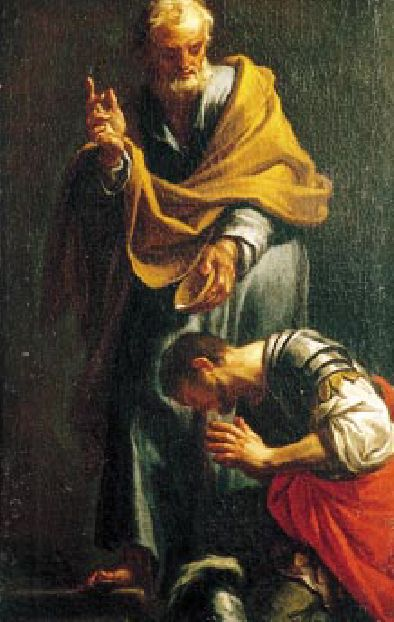

코르넬리우스, 고르넬리오 또는 고넬료(그리스어: Κορνήλιος, 로마자: Kornélios; 라틴어: Cornelius)는 로마 백부장으로 일부 기독교인들은 사도행전과 관련하여 신앙으로 개종한 최초 이방인으로 간주했다. 고넬료 세례는 초대교회 역사에서 중요한 사건이다. 그는 저명한 로마 가문인 코르넬리아 가문에 속했을 수 있다.

## 성경 기록
코르넬리우스는 불가타 성서에서 이달리야 보병대(Cohors Italica)로 언급된 로마 군대(Cohors II Italica Civium Romanorum)의 백부장이었다. 그는 로마 유다이아 지방의 수도인 가이사랴에 주둔했다. 그는 신약성서에서 항상 기도하고 선행과 구제가 충만한 하느님을 경외하는 사람으로 묘사한다. 고넬료는 하느님의 천사가 그의 기도가 들어졌다고 말하는 환상을 받는다. 그는 자신이 더 높은 대안을 위해 선택되었음을 이해한다. 그런 다음 천사는 고넬료에게 그의 집안 사람들을 욥바로 보내라고 지시한다. 그곳에서 그들은 시몬이라는 무두장이의 집에 있는 시몬 베드로를 만날 것이다(행 10:5 이하).
고넬료 개종은 시몬 베드로 자신에게 주어진 별도의 시현 후에 이루어졌다(행 10:10-16). 환상에서 시몬 베드로는 온갖 짐승과 새들이 천에 싸여 하늘에서 내려오는 것을 본다. 어떤 음성이 시몬 베드로에게 먹으라고 명령한다. 그가 모세 율법에 따라 부정한 동물을 먹는 것을 반대할 때, 하나님께서 정결하게 하신 것을 부정하다 하지 말라는 음성이 그에게 들린다.
고넬료의 부하들이 도착했을 때, 시몬 베드로는 주님께서 이 환상을 통해 사도에게 하느님의 말씀을 이방인들에게 전파하라고 명하셨다는 것을 이해한다. 베드로는 코르넬리우스의 부하들과 함께 가이사랴로 돌아간다. 고넬료는 시몬 베드로를 만났을 때 베드로의 발 앞에 엎드렸다. 시몬 베드로가 백부장을 일으키고 두 사람이 환상을 공유한다. 시몬 베드로는 예수의 성역과 부활에 대해 이야기한다. 성령은 집회에 있는 모든 사람에게 강림하신다. 유대인들은 고넬료를 비롯한 할례받지 않은 사람들이 방언을 말하며 하느님을 찬미하는 것을 보고 놀랐다. 그러자 시몬 베드로는 고넬료와 그의 추종자들인 "친족과 가까운 친구"에게 세례를 베풀라고 명령한다. 이방인 개종의 논란이 되는 측면은 나중에 예루살렘 공의회에서 다룬다(행 15장).

## 같이 보기
- 성경법

## 참고 문헌
- Knecht, Friedrich Justus (1910). 〈XCII. The Conversion of Cornelius〉. 《A Practical Commentary on Holy Scripture》. B. Herder.